# Mahajanga
Mahajanga (o Majunga) è un comune urbano (firaisana) e porto della costa nordoccidentale del Madagascar, capitale della provincia omonima. Si trova alla foce del fiume Betsiboka, nella baia di Bombetoka. Ha una popolazione di 149.863 (stima del 2005). Il nome "Mahajanga", nella lingua della popolazione locale Antalaotra, significa "città dei fiori".

## Storia
Nel XVIII secolo, Mahajanga (allora Majunga) fu capitale del Regno di Boina. In seguito, il porto di Mahajanga divenne una delle basi da cui partivano le scorrerie dei pirati Sakalava che assaltavano le isole vicine e la costa africana a caccia di schiavi. 

### Base commerciale americana (1828-1845)
Nel XIX secolo, numerosi documenti attestano l'esistenza di una base commerciale americana nel porto di Mahajanga. Un testo conservato a Salem negli Stati Uniti annuncia la presenza della goletta "Spy" nel porto di Mahajanga in data 18 giugno 1828. Gli interessi commerciali americani si rivolgono soprattutto verso la costa orientale dell'Africa, essendo già il Madagascar disputato tra la Francia e la Gran Bretagna. Un ufficiale di marina francese di nome Guillain riporta circa gli avvenimenti sulla costa ovest che "Il commercio verso l'esterno ha luogo soprattutto con gli americani e Mahajanga è divenuta un importante scalo per navi americane che annualmente commerciano con Zanzibar.
Per un certo periodo la regina Ranavalona I aprì al commercio americano, che inoltre non aveva pretese territoriali, soprattutto dopo i fatti avvenuti a Toamasina nel giugno 1845. Alla fine del 1845, nonostante tutto, la regina vietò il commercio anche agli americani fino al maggio 1846. La situazione si normalizzò in seguito agli accordi Ranavalona-Lambert, ma per una vera ripresa si dovrà attendere l'ascensione al trono di Radama II nel 1861 Nel 1895 i francesi usarono Mahajanga come punto di partenza per la spedizione che avrebbe detronizzato la regina Ranavalona III e trasformato il Madagascar in un protettorato.

## Popolazione
Nella zona della città crescono i baobab, e il loro legno è uno dei materiali principali con cui sono costruite le case. Lo stile architettonico generale è arabeggiante, e ci sono anche una ventina di moschee, frequentate dalla numerosa comunità locale di musulmani comoriani. All'interno dell'area cittadina si trova un particolare baobab divenuto un simbolo di Mahajanga per la sua eccezionale circonferenza (quasi 22 m).

## Economia
La popolazione locale vive soprattutto di pesca e agricoltura. Negli ultimi anni, la città sta diventando anche una meta turistica di una certa importanza, inclusa in molti degli itinerari che attraversano il nordovest del paese; ciò si deve soprattutto alle sue spiagge, di un caratteristico colore rosso rubino, e caratterizzate da onde alte adatte al surf e al windsurf.
Mahajanga è sede di una Università.

## Infrastrutture e trasporti
La città e sede di un aeroporto civile (codice IATA: MJN).
La Route nationale 4 (RN4), lunga 590 km, la collega alla capitale Antananarivo.